# Subaru Corporation
Subaru Corporation (jap. 株式会社Subaru Kabushiki-gaisha Subaru) – japońskie przedsiębiorstwo (kabushiki-gaisha) branży motoryzacyjnej i lotniczej, do 2017 roku funkcjonujące pod nazwą Fuji Heavy Industries, Ltd. (jap. 富士重工業株式会社 Fuji Jūkōgyō Kabushiki-gaisha) lub FHI. Przedsiębiorstwo powstało w 1953 r. poprzez połączenie pięciu spółek zgrupowanych wokół wytwórni samolotów Nakajima. Obecnie zatrudnia ponad 14 tysięcy pracowników na całym świecie, posiada dziewięć fabryk i sprzedaje swoje produkty w 100 krajach. Przedsiębiorstwo prowadzi produkcję m.in. samochodów marki Subaru i części do samolotów Boeinga.
Przedsiębiorstwo zmieniło nazwę z Fuji Heavy Industries na Subaru Corporation w 2017 roku; wcześniej nazwę Subaru nosił dział motoryzacyjny spółki. Zmiana motywowana była sukcesem marki Subaru na rynku (w roku fiskalnym 2015/2016 na świecie sprzedanych zostało około 1 mln samochodów tej marki) oraz dużo większą rozpoznawalnością tej marki wśród klientów indywidualnych.

## Udziałowcy
Od początku lat osiemdziesiątych do 1999 r. Nissan posiadał 20,1% akcji FHI. Po przejęciu Nissana przez Renault 20,1% udziałów zostało sprzedane General Motors. 6 października 2005 GM ogłosiło, że sprzeda 8,7% spółki firmie Toyota, natomiast pozostałe 11,4% – na giełdzie.